# Lista de membros do elenco de 30 Rock

As cinco personagens principais da série (esquerda à direita): Tracy Jordan (interpretado por Tracy Morgan), Jack Donaghy (Alec Baldwin), Liz Lemon (Tina Fey), Jenna Maroney (Jane Krakowski), e Kenneth Parcell (Jack McBrayer).

A seguir se apresenta a lista de membros do elenco de 30 Rock, uma série de televisão norte-americana de comédia criada por Tina Fey exibida na National Broadcasting Company (NBC). Seu episódio piloto foi transmitido pela primeira vez em 11 de Outubro de 2006. A série tem um elenco que actualmente consiste de 13 membros do plantel regular: Tina Fey, Tracy Morgan, Jane Krakowski, Jack McBrayer, Scott Adsit, Judah Friedlander, Alec Baldwin, Katrina Bowden, Keith Powell, John Lutz, Kevin Brown, Grizz Chapman e Maulik Pancholy.
A trama de 30 Rock gira em torno do elenco e da equipe da série de comédia fictícia TGS with Tracy Jordan (originalmente chamada The Girlie Show), que é filmada no Estúdio 6H dentro do 30 Rockefeller Plaza. A série conta com sete actores que recebem o nome durante os créditos de abertura.
Os actores que participaram da primeira temporada são Fey (Liz Lemon), Jane Krakowski (Jenna Maroney), Tracy Morgan (Tracy Jordan), Jack McBrayer (Kenneth Parcell), Scott Adsit (Pete Hornberger), Judah Friedlander (Frank Rossitano) e Alec Baldwin (Jack Donaghy). Começando com a segunda temporada, três actores que foram creditados como convidados durante uma temporada, tiveram o nome após os créditos de abertura, além do elenco principal. Eles são Katrina Bowden (Cerie Xerox), Keith Powell (James "Toofer" Spurlock) e Lonny Ross (Josh Girard). Começando com a terceira temporada, três actores que foram creditados como convidados nas duas primeiras temporadas, receberam o nome após os créditos de abertura, além de Bowden, Powell, Ross e do elenco principal. Eles são creditados apenas nos episódios em que eles aparecem: Kevin Brown (Dot Com Slattery), Grizz Chapman (Grizz Griswold) e Maulik Pancholy (Jonathan). Começando com a quarta temporada, no sétimo episódio, um actor que foi creditado como um convidado nas três primeiras temporadas, foi listado após os créditos de abertura, além de Bowden, Powell, Brown, Chapman e Pancholy. Ele é John Lutz (John D. Lutz).

## Selecção do elenco
Fey trabalhou com Jen McNamara e Bernstein no processo de escolha do elenco da série. O primeiro acto de Fey como directora de elenco foi se colocar como a personagem principal Liz Lemon, que se diz ser muito parecida com Fey nos seus tempos de argumentista-chefe do SNL. O segundo actor a ser escolhido foi Tracy Morgan, para interpretar Tracy Jordan, que então era um ex-colega de elenco de Fey no SNL. Morgan foi convidado por Fey para desempenhar o papel, e ele acreditou que estava "à [sua] altura e que foi feito na medida [para ele]". Fey revelou que a personagem Kenneth Parcell fora concebida com o actor Jack McBrayer em mente, que é um velho amigo de Fey (eles trabalharam juntos no The Second City em Chicago).
Rachel Dratch, parceira de longa data e companheira de comédia de Fey no SNL, foi originalmente escolhida para interpretar a personagem Jenna Maroney. Dratch interpretou o papel no piloto original do seriado. No entanto, em Agosto de 2006, foi anunciado que a actriz Jane Krakowski era a substituta de Dratch, e que esta iria interpretar várias personagens diferentes ao longo da série. Fey explicou esta mudança afirmando que Dratch era "melhor adaptada para interpretar uma variedade de personagens secundárias excêntricas", e que o papel de Jenna era para ser desempenhado em "linha recta". "Ambos Tina e eu obviamente adoramos Rachel, e nós queríamos encontrar uma maneira na qual pudéssemos explorar a força dela", afirmou o produtor Lorne Michaels em entrevista à revista Variety. Embora Fey tenha dito que "Rachel e eu estávamos muito animadas com esta nova direcção", Dratch revelou que não estava feliz com a mudança, afirmando que era um rebaixamento. Dratch estava céptica sobre as razões que lhe foram dadas para a mudança, e não estava feliz com a redução do número de episódios em que iria aparecer. "Quando eles não me quiseram mais, eu achei que não fosse nada de mais. A direcção da personagem tinha mudado e [episódios] pilotos sempre sofrem reformulação [de personagens]. Eu achei que seria algo sem história, mas subitamente explodiu.", disse a actriz em uma entrevista ao New York Post em 2012. Mais tarde, em Janeiro de 2013, perto do fim da série, Fey revelou que fazer esta mudança não foi tão fácil como ela achou que seria.
"Eu acho que a grande coisa foi — pelo menos o que eles me disseram — que inicialmente eles queriam ter mais esquetes de comédia no programa. Depois decidiram que não se iriam focar nas esquetes, então precisavam de uma actriz de sitcom, ao invés de uma actriz de personagens."
— Dratch em uma entrevista à New York Magazine na qual expressava os seus sentimentos sobre a substituição.
Logo após a escolha de McBrayer e Dratch, Alec Baldwin, que já apresentou o SNL por dezassete vezes, foi escalado para interpretar [ack Donaghy, o vice-presidente "totalmente sem censura" da televisão da Costa Leste e da programação de fornos microondas. Fey disse que a personagem Jack Donaghy foi escrito com Baldwin em mente, e revelou que ficou "muito surpresa quando ele concordou em interpretá-lo". Judah Friedlander foi escalado para ser Frank Rossitano, um argumentista do TGS. Friedlander nunca havia se encontrado com Fey antes da audição para o papel em 30 Rock. Sua personagem foi baseada em pelo menos dois guionistas com quem Fey trabalhou no SNL, mas ele disse que "certamente, trouxe algumas das [suas] próprias coisas para ele [a personagem] também". Finalmente, Scott Adsit, um velho amigo de Fey, foi escalado como Pete Hornberger, o produtor do The Girlie Show. Adsit também teve sua personagem escrita com base nele.

## Elenco

### Principal
| Intérprete        | Personagem                | Temporada  | Temporada  | Temporada  | Temporada | Temporada | Temporada | Temporada |
| Intérprete        | Personagem                | 1.ª        | 2.ª        | 3.ª        | 4.ª       | 5.ª       | 6.ª       | 7.ª       |
| ----------------- | ------------------------- | ---------- | ---------- | ---------- | --------- | --------- | --------- | --------- |
| Tina Fey          | Elizabeth "Liz" Lemon     | Principal  | Principal  | Principal  | Principal | Principal | Principal | Principal |
| Jane Krakowski    | Jenna Maroney             | Principal  | Principal  | Principal  | Principal | Principal | Principal | Principal |
| Tracy Morgan      | Tracy Jordan              | Principal  | Principal  | Principal  | Principal | Principal | Principal | Principal |
| Jack McBrayer     | Kenneth Parcell           | Principal  | Principal  | Principal  | Principal | Principal | Principal | Principal |
| Scott Adsit       | Peter "Pete" Hornberger   | Principal  | Principal  | Principal  | Principal | Principal | Principal | Principal |
| Judah Friedlander | Frank Rossitano           | Principal  | Principal  | Principal  | Principal | Principal | Principal | Principal |
| Alec Baldwin      | Jack Donaghy              | Principal  | Principal  | Principal  | Principal | Principal | Principal | Principal |
| Katrina Bowden    | Cerie Xerox               | Secundária | Principal  | Principal  | Principal | Principal | Principal | Principal |
| Keith Powell      | James "Toofer" Spurlock   | Secundária | Principal  | Principal  | Principal | Principal | Principal | Principal |
| Lonny Ross        | Josh Girard               | Secundária | Principal  | Principal  | Principal |           |           |           |
| Grizz Chapman     | Grizz Griswold            | Secundária | Secundária | Principal  | Principal | Principal | Principal | Principal |
| Kevin Brown       | Walter "Dot Com" Slattery | Secundária | Secundária | Principal  | Principal | Principal | Principal | Principal |
| Maulik Pancholy   | Jonathan                  | Secundária | Secundária | Principal  | Principal | Principal |           | Principal |
| John Lutz         | John D. Lutz              | Secundária | Secundária | Secundária | Principal | Principal | Principal | Principal |

### Trabalhadores da GE
| Intérprete       | Personagem               | Temporada  | Temporada  | Temporada  | Temporada  | Temporada  | Temporada  | Temporada  |
| Intérprete       | Personagem               | 1.ª        | 2.ª        | 3.ª        | 4.ª        | 5.ª        | 6.ª        | 7.ª        |
| ---------------- | ------------------------ | ---------- | ---------- | ---------- | ---------- | ---------- | ---------- | ---------- |
| Rachel Dratch    | Greta Johansen           | Recorrente |            |            |            | Recorrente |            |            |
| Jeff Richmond    | Alfonso                  | Recorrente |            | Recorrente |            | Recorrente | Recorrente |            |
| Rip Torn         | Don Geiss                | Recorrente | Recorrente | Recorrente |            |            |            |            |
| Will Arnett      | Devon Banks              | Recorrente | Recorrente | Recorrente | Recorrente |            | Recorrente |            |
| Sue Galloway     | Sue LaRoche-Van der Hout | Recorrente |            | Recorrente | Recorrente | Recorrente | Recorrente | Recorrente |
| Brian Stack      | Howard Jorgensen         | Recorrente | Recorrente | Recorrente |            |            |            |            |
| Marceline Hugot  | Kathy Geiss              |            | Recorrente | Recorrente | Recorrente |            | Recorrente |            |
| Paul Scheer      | Donny Lawson             |            | Recorrente |            |            |            |            |            |
| Todd Buonopane   | Jeffrey Weinerslav       |            |            | Recorrente |            | Recorrente |            |            |
| Cheyenne Jackson | Jack "Danny" Baker       |            |            |            | Recorrente | Recorrente | Recorrente | Recorrente |
| Kristen Schaal   | Hazel Wassername         |            |            |            |            |            | Recorrente | Recorrente |
| Ken Howard       | Hank Kooper              |            |            |            |            | Recorrente | Recorrente |            |

1. ↑  A sua personagem morreu.
2. ↑  O actor Daniel Genalo somente apareceu em um episódio, e mais tarde foi trocado pelo actor Cheyenne Jackson.

### Família e amigos das personagens principais
| Intérprete          | Personagem                 | Temporada  | Temporada    | Temporada    | Temporada    | Temporada    | Temporada    | Temporada    |  |
| Intérprete          | Personagem                 | 1.ª        | 2.ª          | 3.ª          | 4.ª          | 5.ª          | 6.ª          | 7.ª          |  |
| ------------------- | -------------------------- | ---------- | ------------ | ------------ | ------------ | ------------ | ------------ | ------------ |  |
| Elaine Stritch      | Colleen Donaghy            | Recorrente | Recorrente   | Recorrente   | Recorrente   | Recorrente   | Recorrente   | Recorrente   |  |
| Dean Winters        | Dennis Duffy               | Recorrente | Recorrente   | Recorrente   | Recorrente   | Recorrente   | Recorrente   | Recorrente   |  |
| Jason Sudeikis      | Floyd DeBarber             | Recorrente | Recorrente   |              | Recorrente   |              |              |              |  |
| Sherri Shepherd     | Angie Jordan               | Recorrente | Recorrente   | Recorrente   | Recorrente   | Recorrente   | Recorrente   |              |  |
| Isabella Rossellini | Bianca                     | Recorrente |              |              |              |              |              |              |  |
| Emily Mortimer      | Phoebe                     | Recorrente |              |              |              |              |              |              |  |
| Edie Falco          | Celeste "C. C." Cunningham |            | Recorrente   |              |              | Recorrente   |              |              |  |
| Paula Pell          | Paula Hornberger           |            | Recorrente   | Recorrente   | Recorrente   |              |              |              |  |
| Anita Gillette      | Margaret Lemon             |            | Recorrente   |              | Recorrente   |              |              |              |  |
| Buck Henry          | Dick Lemon                 |            | Recorrente   |              |              | Recorrente   | Recorrente   |              |  |
| Jon Hamm            | Dr. Drew Baird             |            |              | Recorrente   | Recorrente   | Recorrente   |              |              |  |
| Salma Hayek         | Elisa Pedrera              |            |              | Recorrente   |              |              |              | Participação |  |
| Bobb'e J. Thompson  | Tracy Jr.                  |            | Participação | Recorrente   | Recorrente   | Participação |              |              |  |
| Patti LuPone        | Sylvia Rossitano           |            |              | Participação | Participação |              | Participação |              |  |
| Alan Alda           | Milton Greene              |            |              | Recorrente   |              | Participação |              |              |  |
| Jan Hooks           | Verna Maroney              |            |              |              | Participação |              |              |              |  |
| Julianne Moore      | Nancy Donovan              |            |              |              | Participação |              |              | Participação |  |
| Elizabeth Banks     | Avery Jessup-Donaghy       |            |              |              | Recorrente   | Recorrente   | Recorrente   |              |  |
| Michael Sheen       | Wesley Snipes              |            |              |              | Recorrente   |              |              |              |  |
| Will Forte          | Paul Lastanamé             |            |              |              | Recorrente   | Recorrente   | Recorrente   | Recorrente   |  |
| John Anderson       | Astronauta Mike Dexter     |            |              |              | Recorrente   |              |              |              |  |
| Matt Damon          | Carol Burnett              |            |              |              | Participação | Recorrente   |              |              |  |
| Susan Sarandon      | Lynn Onkman                |            |              |              |              | Recorrente   | Recorrente   |              |  |
| James Marsden       | Chriss Chros               |            |              |              |              |              | Recorrente   | Recorrente   |  |
| Mary Steenburgen    | Diana Jessup               |            |              |              |              |              | Recorrente   |              |  |

1. ↑  A actriz Sharon Wilkins somente apareceu no episódio "Jack the Writer". Após a sua aparição, ela foi trocada pela actriz Sherri Shepherd.[43]

### Outras personagens
| Intérprete                  | Personagem       | Temporada  | Temporada    | Temporada    | Temporada    | Temporada    | Temporada    | Temporada    |
| Intérprete                  | Personagem       | 1.ª        | 2.ª          | 3.ª          | 4.ª          | 5.ª          | 6.ª          | 7.ª          |
| --------------------------- | ---------------- | ---------- | ------------ | ------------ | ------------ | ------------ | ------------ | ------------ |
| Chris Parnell               | Dr. Leo Spaceman | Recorrente | Recorrente   | Recorrente   | Recorrente   | Recorrente   | Recorrente   | Recorrente   |
| Steve Buscemi               | Lenny Wosniak    |            | Participação | Recorrente   | Participação |              | Participação | Participação |
| Matthew Benjamin Washington | Donald           |            |              | Participação |              | Participação |              |              |
| Will Ferrell                | Shane Hunter     |            |              |              | Participação |              |              |              |
| James Rebhorn               | Dr. Kaplan       |            |              |              | Recorrente   |              |              |              |
| Adriane Lenox               | Sherry           |            |              |              |              | Recorrente   |              |              |